# Georg Knorr

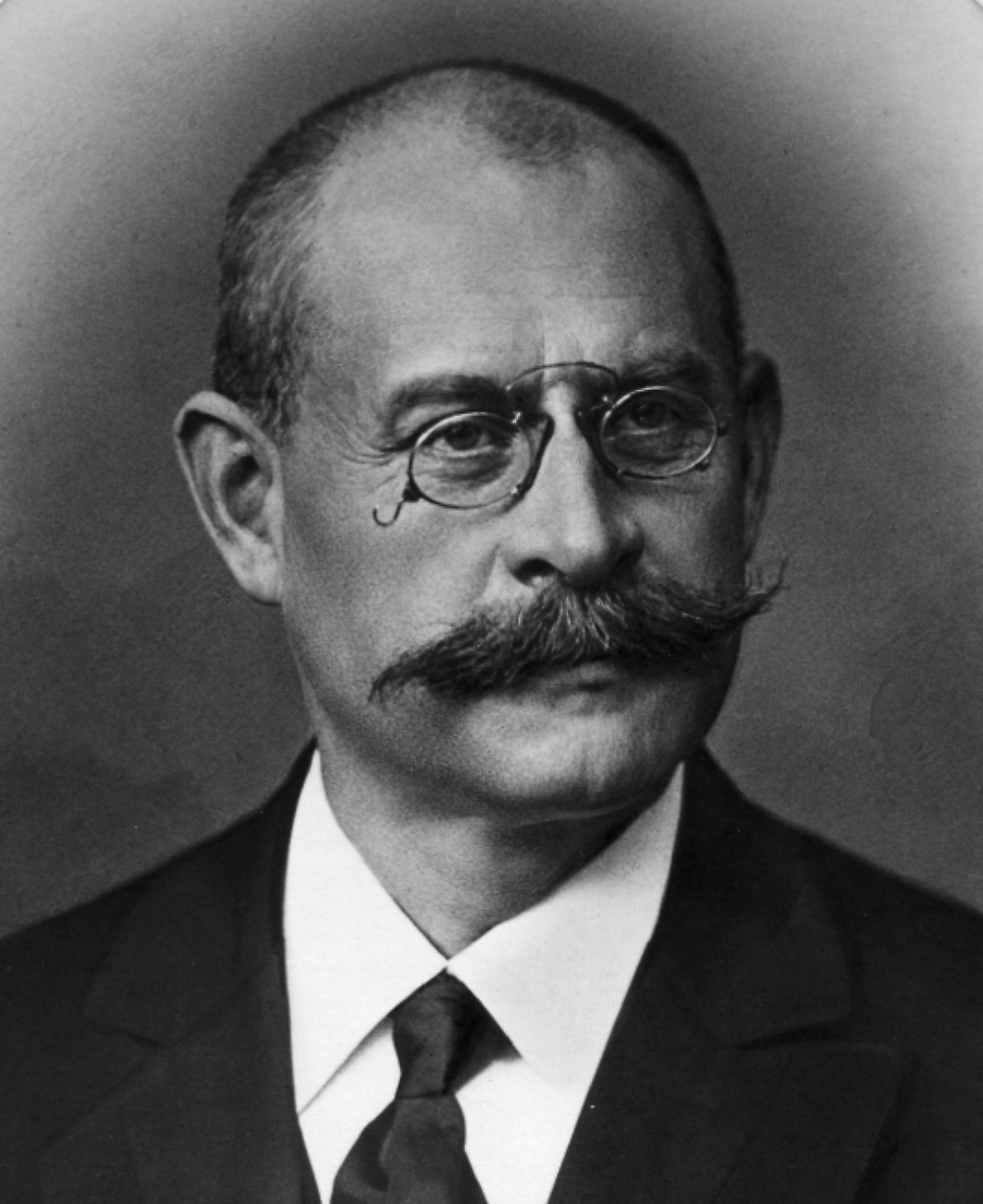
Georg Knorr

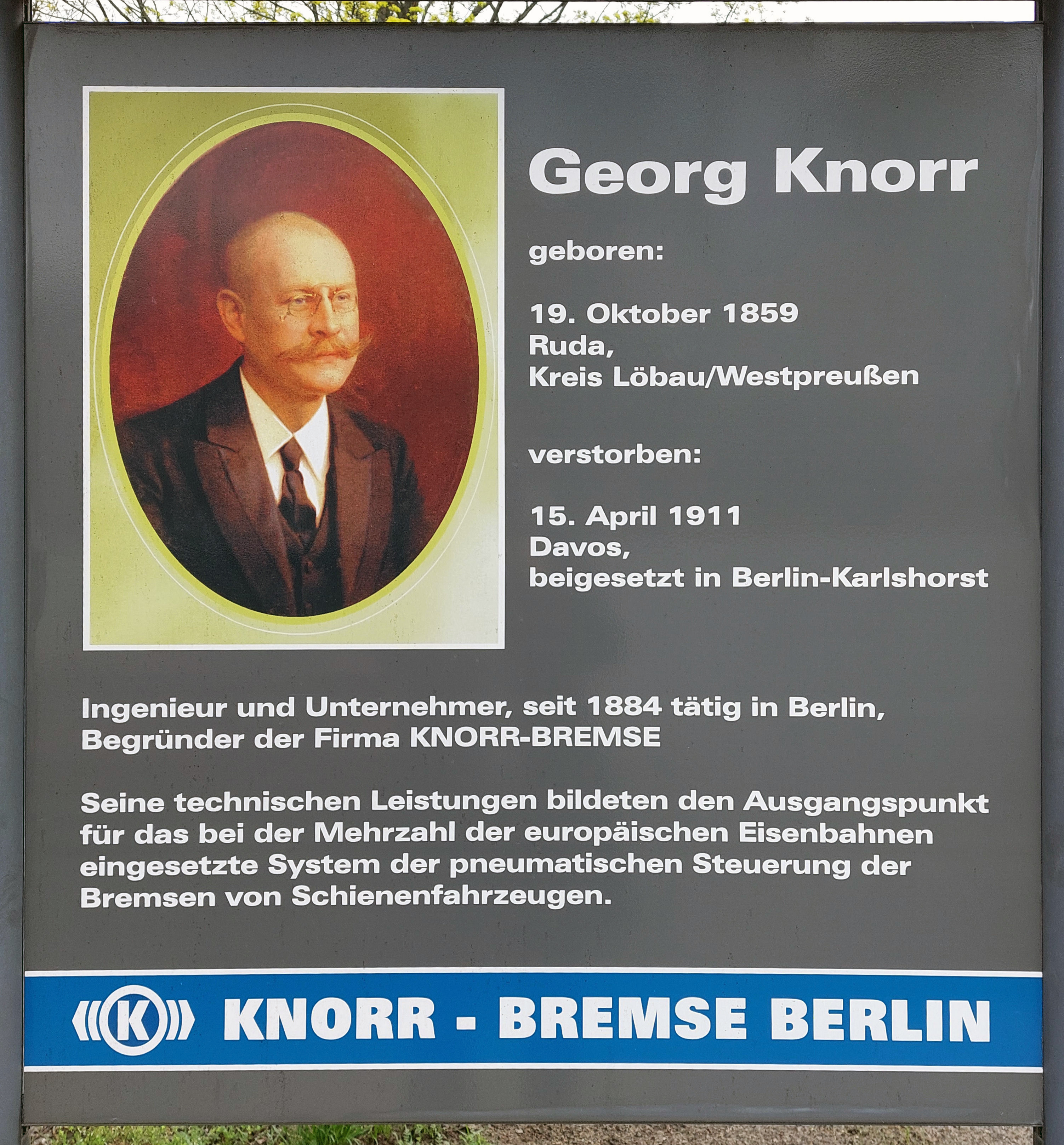
Gedenktafel in Berlin-Marzahn

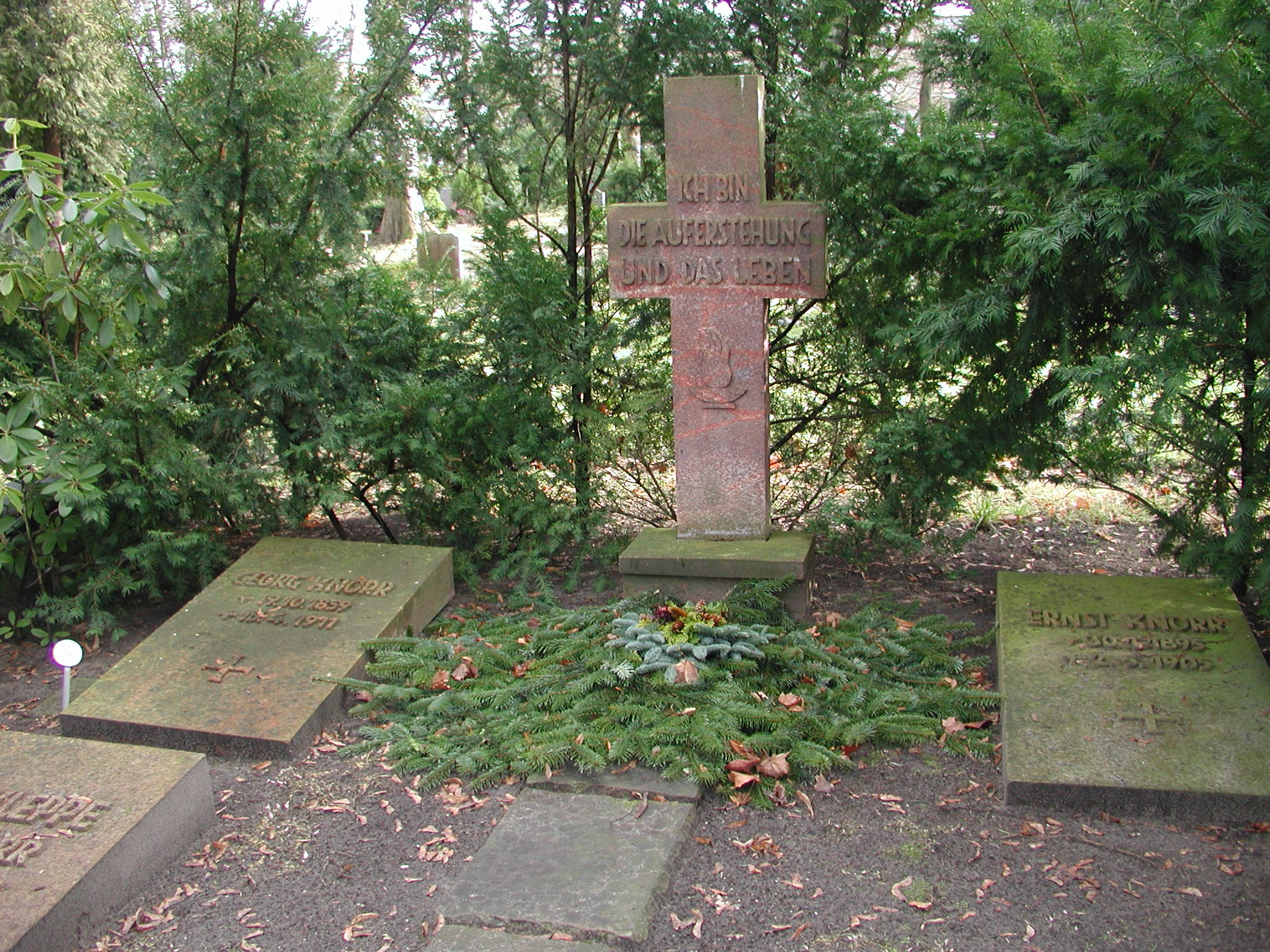
Familiengrabstätte auf dem Friedhof Berlin-Karlshorst

Ernst Theodor Georg Knorr (* 19. Oktober 1859 in Ruda bei Neumark, Kreis Löbau, Westpreußen; † 15. April 1911 in Davos, Schweiz) war ein deutscher Ingenieur und Unternehmer auf dem Gebiet der Eisenbahntechnik, der insbesondere als Gründer des nach ihm benannten Unternehmens Knorr-Bremse Bedeutung erlangte.

## Leben und Werk
Georg Knorr besuchte bis 1876 ein Gymnasium und erhielt anschließend eine praktische Ausbildung in einer Eisenbahnwerkstätte. Danach besuchte er erst das Technikum in Einbeck und dann die Technische Hochschule Braunschweig. Während seines Studiums wurde er Mitglied der Burschenschaft Thuringia in Braunschweig, später bei der Berliner Burschenschaft Gothia. Nach dem erfolgreichen Abschluss arbeitete er in der Eisenbahnwerkstätte Krefeld, von wo aus er 1884 in das Berliner Büro des US-amerikanischen Ingenieurs Jesse Fairfield Carpenter (Sitz Schöneberger Ufer 17 in Berlin) übernommen wurde, der sich um die Einführung der von Carpenter hergestellten Zweikammer-Druckluftbremse auf dem deutschen Markt bemühte. Nachdem sich die Bremse von Carpenter auf dem europäischen Markt nicht durchsetzen konnte, zog dieser sich in die USA zurück. Georg Knorr übernahm 1893 das Unternehmen unter Beibehaltung der etablierten Firma Carpenter & Schulze.
Georg Knorr verlegte die Produktion nach Berlin-Britz und entwickelte hier im Jahr 1900 selbst eine neue Bremse, die Knorr-Einkammerschnellbremse. Diese Knorr-Bremse wurde seit 1905 bei den deutschen Eisenbahnen für Güterzüge und bald als Einheitsbremse bei allen europäischen Bahnen eingeführt. Mit der massenhaften Produktion seiner Bremse wurde ein Ausbau der Fabrikation erforderlich, die im Herbst 1904 nach Boxhagen-Rummelsburg in ein vorhandenes Fabrikgebäude (Neue Bahnhofstraße 11/12) verlegt wurde, das später Alte Fabrik genannt wurde.
1905 gründete Georg Knorr schließlich das Unternehmen Knorr-Bremse GmbH und kaufte auch das Nachbargrundstück Neue Bahnhofstraße 13/14 hinzu. Um die Produktion erweitern zu können, ließ er hier durch den Architekten Alfred Grenander die Neue Fabrik errichten. Da diese für die steigende Nachfrage auch bald nicht mehr ausreichte, wurden Erweiterungsbauten an der Hirschberger Straße jenseits der Eisenbahntrasse der Berliner Ringbahn errichtet.
Zusammen mit den Ingenieuren Kunze und Hildebrand trieb Knorr die Entwicklung der Eisenbahn-Druckluft-Bremssysteme voran, es entstanden die Kunze-Knorr-Bremse (eine mehrlösige Verbundbremse, die sich beliebig oft stufenweise anlegen und lösen lässt) und später die Hildebrand-Knorr-Bremse (eine nach dem Dreidrucksatz arbeitende mehrlösige Bremse, die auf alle Wagen eines Zuges gleichzeitig wirkt). 1911 war der Erfolg schließlich so groß, dass für die erforderliche Erweiterung der Produktion in großem Umfang Fremdkapital erforderlich war. Dafür wurde das Unternehmen eine Aktiengesellschaft umgewandelt, die Knorr-Bremse AG hatte ein Grundkapital von vier Millionen Mark.
1910 musste Georg Knorr die Unternehmensleitung aus gesundheitlichen Gründen niederlegen. Er litt an Lungentuberkulose und starb daran 1911 bei einem Kuraufenthalt in Davos. Da die Familie ihren Wohnsitz in Karlshorst (Prinz-August-Wilhelm-Straße 2, heute Stechlinstraße) hatte, wurde Georg Knorr in der Familiengrabstätte auf dem Karlshorster und Neuen Friedrichsfelder Friedhof an der heutigen Robert-Siewert-Straße beigesetzt, die Grabstätte liegt im Feld W-1. Sein Grab ist als Ehrengrab der Stadt Berlin gewidmet.
Die beiden Berliner Standorte der ehemaligen Knorr-Bremse AG stehen unter Denkmalschutz, in einem davon wurde ein Knorr-Museum eingerichtet.

## Ehrungen
- Ehrensenator der Technischen Hochschule Braunschweig
- Preußischer Roter Adlerorden 4. Klasse

Nach Georg Knorr wurden zahlreiche Einrichtungen und Straßen benannt, beispielsweise:
- Sport-Verein Georg Knorr in Berlin und Frankfurt (Oder) mit Judo, Jiu Jitsu, Gymnastik, Fitness, in der Ersten Bundesliga[6]
- Gewerbepark in Berlin, an der Kreuzung Landsberger Allee / Märkische Allee
- Knorrpromenade in Berlin-Friedrichshain, ab 1911 bebaut und 1912 (nach dem Tod von Georg Knorr) benannt[7]
- Georg-Knorr-Straße[8] und Georg-Knorr-Platz[9] in Berlin-Marzahn, benannt 1999
- Georg-Knorr-Straße in Hohenbrunn bei München